# Jamaïque Vandamme
Jamaïque Vandamme (Oostende, 1 augustus 1985) is een Belgische voetbaltrainer en voormalig voetballer.  Sinds hij gestopt is met professioneel voetbal, heeft hij een nieuwe rol aangenomen en werkt hij momenteel als Microsoft 365 consultant bij Xylos NV. 

## Carrière
Vandamme begon in 1990 te voetballen bij de lokale amateurclub HO Oostende. Na vijf jaar werd hij opgemerkt door Club Brugge, waar hij tot 2001 in de jeugdopleiding speelde. Vervolgens maakte hij de overstap naar concurrent RSC Anderlecht. Daar kwam de rechtsbuiten echter niet in aanmerking voor een basisplaats, en hij werd verkocht aan KSV Roeselare. Na twee seizoenen en 34 wedstrijden toonde het Nederlandse Roda JC, dat op zoek was naar aanvallende versterking, interesse in de Oostendenaar, en hij tekende na enige onderhandelingen een contract bij de Limburgers. Sinds de zomer van 2011 speelt Vandamme bij Kv Oostende.
Op 5 augustus 2007, gedurende de voorbereiding op het daaropvolgende seizoen, raakte de rechtsbuiten zwaar geblesseerd tijdens een vriendschappelijk treffen met het Spaanse Getafe. Uit een MRI-scan in het ziekenhuis bleek dat hij zijn kruisband had gescheurd: een blessure waar zes tot negen maanden hersteltijd voor staat. Gedurende zijn herstel liep hij in de competitiewedstrijd van Jong Roda JC tegen Jong TOP Oss tevens een zware hersenschudding op, na een botsing met de doelman van de tegenstander. In maart 2008 maakte hij zijn rentree in de thuiswedstrijd tegen AZ.
Hij tekende in juli 2010 een contract bij RAEC Mons. Eén jaar later tekende hij een tweejarig contract bij de club uit zijn geboortestad, KV Oostende. In 2013 veroverde hij met Oostende de titel in tweede klasse. Nadat hij kampioen werd met KV Oostende tekende Vandamme voor één jaar bij Royale Union Saint-Gilloise. Nadien speelde hij ook nog voor KM Torhout en KMSK Deinze.
In het najaar van 2016 startte Vandamme ook zijn loopbaan als trainer, toen hij eerst speler-trainer werd bij KVV Coxyde en later ook bij Vigor Wuitens Hamme. In 2018 trok hij naar KFC Mandel United, waar hij opnieuw enkel als speler actief was. Na een seizoen ruilde hij Mandel United in voor reeksgenoot Sparta Petegem. In 2020 zette hij een punt achter zijn spelerscarrière om assistent-trainer te worden bij zijn ex-club KSV Roeselare. In september 2020 ging de club echter failliet.

## Persoonlijk
Vandamme heeft toegepaste psychologie gestudeerd. In januari 2006 werd hij door het Vlaamse weekblad Humo uitgeroepen tot Gouden Stud 2005, een prijs voor de knapste speler uit de Belgische profcompetitie. Eerder had hij al naakt voor het blad geposeerd, met enkel een voetbalsok over zijn edele delen.